# Noctua obscura
Noctua obscura är en fjärilsart som beskrevs av Lenz. Noctua obscura ingår i släktet Noctua och familjen nattflyn. Inga underarter finns listade i Catalogue of Life.